# Volleyball-DDR-Meisterschaft (Frauen) 1985/86
Die Volleyball-DDR-Oberliga der Frauen wurde 1985/86 zum 36. Mal ausgetragen. Sie begann am 9. November 1985 und endete am 9. Februar 1986. Der SC Dynamo Berlin verteidigte seinen Titel aus dem Vorjahr erfolgreich und sicherte sich seine 15. Meisterschaft vor dem SC Traktor Schwerin und dem TSC Berlin. In die untergeordnete DDR-Liga stieg die Zweitvertretung vom SC Traktor Schwerin ab.

## Modus
Die neue Volleyball-DDR-Oberliga bestand nach 1964 wieder aus acht Mannschaften und setzte sich aus den üblichen vier Klubmannschaften der sogenannten Klubliga und den ersten vier der alten Oberliga 1984/85 zusammen. Wegen internationaler Aufgaben (Europacup) stiegen Titelverteidiger SC Dynamo Berlin und Vizemeister SC Traktor Schwerin erst in der Zwischenrunde in das Meisterschaftsgeschehen ein. Die Spiele wurden nach dem Rundensystem mit Vorrunde, Zwischenrunde (Meisterschaftsrunde) und B-Finalrunde (Abstiegsrunde) jeweils mit Hin- und Rückspiel von Anfang November 1985 bis Anfang Februar 1986 ausgetragen. Im Finale trafen dann die beiden besten Mannschaften der Zwischenrunde aufeinander.

## Vorrunde
In der Vorrunde wurde im Modus „Jeder gegen Jeden“ in einer Hin- und einer Rückrunde gespielt. Die ersten zwei Mannschaften qualifizierten sich für die Zwischenrunde, in dieser die beiden Finalisten ermittelt wurde. Die letzten vier Mannschaften mussten in die B-Finalrunde und ermittelten den Absteiger in die DDR-Liga.

### Abschlusstabelle
| Pl. | Verein                   | S   | N | Sätze | Punkte |
| --- | ------------------------ | --- | - | ----- | ------ |
| 1.  | TSC Berlin               | 100 | - | 30:70 | 20     |
| 2.  | BSG Fortschritt Schwerin | 6   | 4 | 21:13 | 16     |
| 3.  | SC Leipzig               | 4   | 6 | 17:23 | 14     |
| 4.  | SC Traktor Schwerin II   | 4   | 6 | 16:23 | 12     |
| 5.  | SC Dynamo Berlin II      | 4   | 6 | 16:21 | 11     |
| 6.  | BSG Fernsehen Berlin     | 1   | 9 | 10:29 | 11     |

 Qualifikant Zwischenrunde 
  Qualifikant B-Finalrunde

### Kreuztabelle
Die Kreuztabelle stellt die Ergebnisse aller Spiele dieser Saison dar. Die Heimmannschaft ist in der linken Spalte aufgelistet und die Gastmannschaft in der obersten Reihe.
| Vorrunde 9. November 1985 – 22. Dezember 1985 | Vorrunde 9. November 1985 – 22. Dezember 1985 | TSC Berlin          | BSG Fortschritt Schwerin | SC Leipzig             | SC Traktor Schwerin II | SC Dynamo Berlin II   | BSG Fernsehen Berlin |
| --------------------------------------------- | --------------------------------------------- | ------------------- | ------------------------ | ---------------------- | ---------------------- | --------------------- | -------------------- |
| 1.                                            | TSC Berlin                                    |                     | 3:0 (11,13,13)           | 3:1 (-8,9,3,11)        | 3:1 (-10,7,13,10)      | [ V 1 ]               | 3:0 (7,6,12)         |
| 2.                                            | BSG Fortschritt Schwerin                      | 1:3 (-10,-12,6,-13) |                          | 3:1 (-3,3,8,7)         | 1:3 (4,-6,-10,-13)     | 1:3 (7,-11,-15,-11)   | 3:0 (15,5,9)         |
| 3.                                            | SC Leipzig                                    | 1:3 (-5,11,-8,-7)   | 0:3 (-11,-10,-10)        |                        | 3:0 (4,13,10)          | 3:1 (-12,3,9,10)      | 3:2 (7,4,-7,-7-7)    |
| 4.                                            | SC Traktor Schwerin II                        | 1:3 (13,-7,-13,-5)  | [ V 2 ]                  | 3:2 (9,7,-7,-7,12)     |                        | [ V 3 ]               | 3:0 (9,4,6)          |
| 5.                                            | SC Dynamo Berlin II                           | 1:3 (-9,8,-6,-8)    | [ V 4 ]                  | 3:0 (12,12,14)         | 2:3 (5,-8,9,-14,-11)   |                       | 3:0 (5,6,11)         |
| 6.                                            | BSG Fernsehen Berlin                          | 1:3 (-13,8,-10,-1)  | 0:3 (-19,-5,-7)          | 2:3 (-10,-14,9,13,-11) | 3:2 (2,-12,13,-4,13)   | 2:3 (10,7,-12,-8,-12) |                      |

1. ↑   TSC Berlin – SC Dynamo Berlin II 1:3 (6,-16,-4,-5) (7. Spieltag) ; Wertung 2 Punkte und 3:0 Sätze für den TSC sowie 0 Punkte und 0:3 Sätze für Dynamo
2. ↑   SC Traktor Schwerin II – BSG Fortschritt Schwerin 3:1 (2,-8,2,8) (7. Spieltag) ; Wertung 0 Punkte und 0:3 Sätze für Traktor sowie 2 Punkte und 3:0 Sätze für Fortschritt
3. ↑   SC Traktor Schwerin II – SC Dynamo Berlin II 1:3 (10,-11,-9,-10) (5. Spieltag) ; Wertung 0 Punkte und 0:3 Sätze für Traktor und Dynamo
4. ↑   SC Dynamo Berlin II – BSG Fortschritt Schwerin 3:0 (6,11,0) (6. Spieltag) ; Wertung 0 Punkte und 0:3 Sätze für Dynamo sowie 2 Punkte und 3:0 Sätze für Fortschritt

Der SC Dynamo Berlin II und der SC Traktor Schwerin II setzten in den Spielen unberechtigt Spielerinnen ihrer Ersten ein.

## B-Finalrunde
In der B-Finalrunde wurde der direkte Absteiger in die DDR-Liga und der Teilnehmer an der Oberliga-Relegation durch die letzten vier Mannschaften der Vorrunde im Modus „Jeder gegen Jeden“ in einer Hin- und einer Rückrunde ermittelt. Die Ergebnisse aus den Spielen gegeneinander aus der Vorrunde wurden komplett übernommen.

### Abschlusstabelle
| Pl. | Verein                 | S | N | Sätze | Punkte |
| --- | ---------------------- | - | - | ----- | ------ |
| 5.  | SC Leipzig             | 8 | 4 | 28:21 | 20     |
| 6.  | SC Dynamo Berlin II    | 6 | 6 | 24:23 | 17     |
| 7.  | BSG Fernsehen Berlin   | 5 | 7 | 23:24 | 17     |
| 8.  | SC Traktor Schwerin II | 4 | 8 | 16:29 | 15     |

 Teilnehmer an den Oberliga-Relegationsspielen 
  Absteiger in die DDR-Liga

### Kreuztabelle
Die Kreuztabelle stellt die Ergebnisse aller Spiele dieser Saison dar. Die Heimmannschaft ist in der linken Spalte aufgelistet und die Gastmannschaft in der obersten Reihe.
| B-Finalrunde 18. Januar 1986 – 4. Februar 1986 | B-Finalrunde 18. Januar 1986 – 4. Februar 1986 | SC Leipzig      | SC Dynamo Berlin II | BSG Fernsehen Berlin | SC Traktor Schwerin II |
| ---------------------------------------------- | ---------------------------------------------- | --------------- | ------------------- | -------------------- | ---------------------- |
| 5.                                             | SC Leipzig                                     |                 | 3:1 0               | 3:1 (-9,5,5,10)      | 1:3 (-1,10,-12,-13)    |
| 6.                                             | SC Dynamo Berlin II                            | 2:3 0           |                     | 3:1 (-13,7,4,9)      | 3:2 (8,8,-11,-6,6)     |
| 7.                                             | BSG Fernsehen Berlin                           | 3:1 (4,9,-5,11) | 3:0 0               |                      | 3:0 0                  |
| 8.                                             | SC Traktor Schwerin II                         | 0:3 0           | 0:3 (-9,-8,-9)      | 0:3 0                |                        |

### Oberliga-Relegation
In den Relegationsspielen trafen der Siebente der DDR-Oberliga BSG Fernsehen Berlin und der Vierte der DDR-Liga BSG Rotation Prenzlauer Berg aufeinander.
|                      | Gesamt |                              | Hinspiel | Rückspiel |
| -------------------- | ------ | ---------------------------- | -------- | --------- |
| BSG Fernsehen Berlin | 6:2    | BSG Rotation Prenzlauer Berg | 3:1      | 3:1       |

 Qualifikant für die DDR-Oberligasaison 1986/87

## Zwischenrunde
In der Zwischenrunde ermittelten die zwei besten Mannschaften der Vorrunde, sowie der SC Dynamo Berlin und der SC Traktor Schwerin im Modus „Jeder gegen Jeden“ in einer Hin- und einer Rückrunde die beiden Finalteilnehmer.

### Abschlusstabelle
| Pl. | Verein                   | S | N | Sätze | Punkte |
| --- | ------------------------ | - | - | ----- | ------ |
| 1.  | SC Dynamo Berlin (M)     | 6 | 0 | 18:1  | 12     |
| 2.  | SC Traktor Schwerin      | 4 | 2 | 13:7  | 10     |
| 3.  | TSC Berlin               | 2 | 4 | 07:13 | 08     |
| 4.  | BSG Fortschritt Schwerin | 0 | 6 | 01:18 | 06     |

 Finalteilnehmer 
 (M) Vorjahresmeister

### Kreuztabelle
Die Kreuztabelle stellt die Ergebnisse aller Spiele dieser Saison dar. Die Heimmannschaft ist in der linken Spalte aufgelistet und die Gastmannschaft in der obersten Reihe.
| Zwischenrunde 18. Januar 1986 – 4. Februar 1986 | Zwischenrunde 18. Januar 1986 – 4. Februar 1986 | SC Dynamo Berlin   | SC Traktor Schwerin | TSC Berlin          | BSG Fortschritt Schwerin |
| ----------------------------------------------- | ----------------------------------------------- | ------------------ | ------------------- | ------------------- | ------------------------ |
| 1.                                              | SC Dynamo Berlin                                |                    | 3:0 0               | 3:0 (7,4,11)        | 3:0 (8,3,3)              |
| 2.                                              | SC Traktor Schwerin                             | 1:3 (-9,-18,13,-8) |                     | 3:0 0               | 3:0 (1,3,1)              |
| 3.                                              | TSC Berlin                                      | 0:3 (-12,-12,-3)   | 1:3 (14,-8,-3,-11)  |                     | 3:0 0                    |
| 4.                                              | BSG Fortschritt Schwerin                        | 0:3 0              | 0:3 (-3,-7,-1)      | 1:3 (11,-13,-10,-6) |                          |

## Finale
| Paarung                                                                       | Paarung | Paarung             | Ergebnis                         |
| ----------------------------------------------------------------------------- | ------- | ------------------- | -------------------------------- |
| Freitag: 7. Februar um 17.00 Uhr in der Schweriner Sport- und Kongresshalle   |         |                     |                                  |
| SC Traktor Schwerin                                                           | –       | SC Dynamo Berlin    | 1:3 – (15:11, 12:15, 3:15, 7:15) |
| Sonntag: 9. Februar um 11.00 Uhr in Ost-Berlin im Sportforum Hohenschönhausen |         |                     |                                  |
| SC Dynamo Berlin                                                              | –       | SC Traktor Schwerin | 3:0 – (15:8, 15:3, 15:8)         |
| Endstand: SC Dynamo Berlin – SC Traktor Schwerin 2:0                          |         |                     |                                  |

## Meistermannschaft
| 1.                        | SC Dynamo Berlin |
| ------------------------- | --- |
| Logo vom SC Dynamo Berlin | Spielerinnen: Ramona Landgraf, Monika Beu, Ariane Radfan , Maike Arlt, Kathrin Langschwager, Kathleen Bonath, Ute Langenau, Heike Jensen, Ines Pianka, Grit Jensen, Heike Lehmann Trainer: Siegfried Köhler |

## DDR-Liga
Die Volleyball-DDR-Liga, die der Oberliga untergeordnet war, bestand in dieser Saison nur noch aus einer Staffel. In dieser wurde der Aufsteiger in die Oberliga und der Teilnehmer an der Oberliga-Relegation ermittelt. Ausgenommen waren dabei die Zweit- und Drittvertretungen, die nicht aufstiegsberechtigt waren. Die beiden letzten Mannschaften stiegen in die Bezirksliga ab.

### Abschlusstabelle
| Pl. | Verein                         | S  | N  | Sätze | Punkte |
| --- | ------------------------------ | -- | -- | ----- | ------ |
| 1.  | BSG WBK Berlin                 | 20 | 02 | 63:15 | 42     |
| 2.  | TSC Berlin II *                | 17 | 05 | 57:34 | 39     |
| 3.  | SC Dynamo Berlin III *         | 16 | 06 | 56:31 | 38     |
| 4.  | BSG Rotation Prenzlauer Berg   | 15 | 07 | 52:30 | 37     |
| 5.  | BSG Lokomotive Uebigau         | 14 | 08 | 47:36 | 36     |
| 6.  | HSG KMU Leipzig                | 13 | 09 | 52:33 | 35     |
| 7.  | SC Traktor Schwerin III        | 13 | 09 | 46:43 | 35     |
| 8.  | HSG TU Dresden                 | 07 | 15 | 30:50 | 29     |
| 9.  | SC Leipzig II                  | 06 | 16 | 30:51 | 28     |
| 10. | HSG PH Potsdam                 | 06 | 16 | 28:51 | 28     |
| 11. | BSG Motor Eska Karl-Marx-Stadt | 05 | 17 | 29:51 | 27     |
| 12. | BSG Lokomotive Uebigau II      | 0  | 22 | 01:66 | 18     |

 Aufsteiger in die DDR-Oberliga 1986/87 
  Teilnehmer an den Oberliga-Relegationsspielen 
  Absteiger in die Bezirksliga 
 (*) Zweit- und Drittvertretungen waren nicht aufstiegsberechtigt